# Theisseil
Theisseil je obec ve vládním obvodě Horní Falc v zemském okrese Neustadt an der Waldnaab v Bavorsku. V obci žije přibližně 1 200 obyvatel.

## Geografie
Obec se nachází asi pět kilometrů severovýchodně od města Weiden v severní části Horní Falce.

### Sousední obce
Theisseil sousedí s následujícími obcemi od západu: městským okresem Weiden in der Oberpfalz, okresním městem Neustadt an der Waldnaab, Störnstein, Floss a Waldthurn. 
| Růžice kompasu | Neustadt an der Waldnaab | Störnstein              | Floss     | Růžice kompasu |
| Růžice kompasu | Weiden in der Oberpfalz  | Sever                   | Floss     | Růžice kompasu |
| Růžice kompasu | Weiden in der Oberpfalz  | Theisseil               | Floss     | Růžice kompasu |
| Růžice kompasu | Weiden in der Oberpfalz  | Jih                     | Floss     | Růžice kompasu |
| Růžice kompasu | Weiden in der Oberpfalz  | Weiden in der Oberpfalz | Waldthurn | Růžice kompasu |

### Místní části
Theissel má 14 místních částí:
| - Aich - Edeldorf - Fichtlmühle - Görnitz - Hammerharlesberg - Harlesberg - Letzau | - Oberhöll - Remmelberg - Roschau - Schammesrieth - Theisseil - Wiedenhof - Wilchenreuth |

## Historie
Theisseil patřil k vévodství Neuburg-Sulzbach a k jeho soudnímu dvoru ve Floßu. Roku 1777 se Floss i s Theisseilem stal součástí Bavorského kurfiřtství. Roschau, část dnes patřící k obci, byl součástí hrabství Störnstein (Sternstein), se stal součástí Bavorska až v roce 1806. Administrativními reformami v Bavorsku vznikla nařízením z roku 1818 obec v současné podobě.

## Znak
Popis: V modrém poli nad dvěma horizontálními, překrývajícími se, zlomenými stříbrnými větvemi, dvě šesticípé stříbrné hvězdy horizontálně sousedící.
Erb se používá od roku 1979.